# Phoenix World Tour
Il Phoenix World Tour è il quarto tour, il terzo mondiale, della cantante britannica Rita Ora, a supporto del suo secondo album in studio Phoenix (2018).

## Scaletta
1. For You
2. Your Song
3. Doing It
4. Let You Love Me
5. Summer Love
6. New Look
7. Girls
8. Only Want You
9. Hell of a Life
10. Soul Survivor
11. How Soon Is Now?
12. I Will Never Let You Down
13. R.I.P.
14. Keep Talking
15. Black Widow
16. Hot Right Now
17. Coming Home
18. Hot Right Now
19. Lonely Together
20. Anywhere